# Kupferschattenkolibri
Der Kupferschattenkolibri (Glaucis aeneus, Syn. Glaucis aenea) oder Erzeremit, gelegentlich auch Zimtbrust-Schattenkolibri genannt, ist eine Vogelart aus der Familie der Kolibris (Trochilidae), der in Honduras, Nicaragua, Costa Rica, Panama, Kolumbien und Ecuador vorkommt. Der Bestand wird von der IUCN als „nicht gefährdet“ (Least Concern) eingeschätzt. Die Art gilt als monotypisch.

## Merkmale
Der Kupferschattenkolibri erreicht eine Körperlänge von etwa 9 bis 10 cm bei einem Gewicht der Männchen von ca. 3,0 bis 6,5 g und der Weibchen von ca. 3,6 g. Er ähnelt sehr dem Rotschwanz-Schattenkolibri (Glaucis hirsutus), ist aber etwas kleiner und hat einen etwas gebogeneren schwarzen Schnabel. Die Unterseite ist eher gelbbraun und weniger weißlich als beim Rotschwanz-Schattenkolibri. Die Oberseite ist bronzefarben bis kupfergrün. Die Kehle und der obere Teil der Brust des Männchens gehen farblich nahtlos in den Bauch über. Die Sägezahn-Säume am Oberschnabel kommen nur beim Männchen vor. Das Weibchen hat etwas kürzere Flügel als das Männchen und einen stärker gebogenen Schnabel ohne die Sägezähnchen. Jungvögel ähneln dem Rotschwanz-Schattenkolibri, haben einen gelbbraunen Überaugenstreif, Oberkopf und Nacken. Die Rückenfedern weisen oft gelbbraune bis weiße Flecken auf. Die Schirmfedern und die meisten Flügeldecken sowie vielleicht etwas deutlicher die Steuerfedern haben ein tieferes weißes Dreieck an der Spitze.

## Verhalten und Ernährung
Der Kupferschattenkolibri bezieht seinen Nektar beispielsweise an Helikonien. Auch kleine Gliederfüßer, die er im Schwebeflug aus Spinnweben oder von Blättern und Zweigen einsammelt, gehören zu seiner Nahrung. Diese findet er vor allem in Sekundärvegetation. Gelegentlich jagt er die tierische Beute auch im offenen Flug.

## Lautäußerungen
Der Gesang besteht aus einem hellklingenden abnehmenden Takt aus tsii-tsii-tsi-tsitstitsi-Lauten. Unregelmäßig erweitert er diese mit einer Reihe von hochklingenden siii-Tönen. Der Fluggesang besteht aus einem hellklingenden tsiit.

## Fortpflanzung
Die Brutsaison in Kolumbien dauert von Mai bis August, in Costa Rica von Januar bis August. Im Nordosten Costa Ricas soll sie sogar von Oktober bis August dauern. Berichte aus Panama sprechen von Nestern im Juni und Juli. Untersuchungen der Gonaden in Kolumbien weisen auf Aktivitäten im März und April hin. Das Nest ist ein kegelförmiger Kelch aus losen Pflanzensträngen, verziert mit Flechten und anderen Pflanzenteilchen. Ein Gelege besteht aus zwei Eiern und wird ca. 17 bis 19 Tage bebrütet. Die Entwicklung der Nestlinge verläuft ähnlich wie beim Rotschwanz-Schattenkolibri.

## Verbreitung und Lebensraum

Verbreitungsgebiet des Kupferschattenkolibris

Der Kupferschattenkolibri bevorzugt gestörten Primärwald, dichten oder alten Sekundärwald, Waldränder, Dickicht und Gestrüpp, Sumpfwälder und Gebiete in der Nähe von Flüssen. Wahrscheinlich mag er eher leicht offenes Habitat im Gegensatz zu anderen sympatrischen Eremiten. In Costa Rica kommt er in Höhenlagen bis 750 Meter und in Kolumbien bis 800 Meter vor.

## Migration
Der Kupferschattenkolibri ist wahrscheinlich ein Standvogel.

## Etymologie und Forschungsgeschichte
Die Erstbeschreibung des Kupferschattenkolibris erfolgte 1868 durch George Newbold Lawrence unter dem wissenschaftlichen Namen Glaucis aeneus. Das Typusexemplar wurde von  Auguste Endrés (1838–1874) in Costa Rica gesammelt. 1831 führte Friedrich Boie die neue Gattung Glaucis ein. Dieses Wort stammt vom griechischen Wort γλαυκός glaukós für „blaugrau, glauk, hellgrün“ ab. Der Artname aeneus leitet sich vom lateinischen aes, aeris – aeneus für „Bronze, Kupfer – bronze-, kupferfarben“ ab.